# Vinningen
Vinningen település Németországban, Rajna-vidék-Pfalz tartományban. Lakosainak száma 1685 fő (2023. december 31.).

## Népesség
A település népességének változása:
| Lakosok száma | 1620 | 1653 | 1672 | 1670 | 1677 | 1685 |
|               | 1975 | 2017 | 2019 | 2021 | 2022 | 2023 |